# 筑紫歌壇賞
筑紫歌壇賞（ちくしかだんしょう）は日本の短歌の賞。主催は公益財団法人隈科学技術・文化振興会。共催は本阿弥書店。後援は太宰府市・太宰府市教育委員会・西日本新聞社。
前年の1月1日から12月31日までに出版された、60歳以上の作者による第一歌集が対象。賞の名称は、万葉集に登場する歌人・大伴旅人、山上憶良らがいわゆる筑紫歌壇(つくしかだん）を形成して活躍したのが大宰府であり、その年齢が60歳代であったことから名づけられた。

## 名称
「筑紫歌壇賞」の訓みは「ちくしかだんしょう」。万葉時代の「筑紫歌壇」（つくしかだん）に倣ったにもかかわらず「ちくしかだんしょう」と訓む根拠について、郷土史家筑紫豊は「ツクシはツクシである。それが、九州地方で、チクシと発音されるようになったのは、多分、後世、筑前・筑後の筑というのにひかれてのことであろう。」と記している。この流れを受けて、現代に創設された本賞には「ちくしかだんしょう」というルビが付されている。
「筑紫」の訓みの揺れに関しては、博多の銘菓如水庵のエピソードが有名である。「筑紫もちの読み方？由来は？」という消費者の質問に対して、如水庵はどちらも正しい読み方という柔軟な対応をしている。昭和52年筑紫もちを発売する際、「ちくし」と「つくし」、どちらの読みがよいか調べたところ、地元の人は「ちくし」と読み、地元以外の人は「つくし」と読むことがわかった。古事記、日本書紀にも「つくし」と書かれていることもあり、「つくしもち」とルビを付けたが、この地に住む人々は「筑紫」を「チクシ」と読むので、「ちくしもち」と読んでもかまわないとしている。

## 歴史
本賞創設の経緯としては、2004年、NPO法人国際科学技術・文化振興会の隈智惠子理事長は、福岡から中央歌壇に向けて何かを発信し、問うことはできないかと考え、久津晃・山埜井喜美枝を中心とする福岡の超結社集団「飈」の歌人たちとともに動いた。その過程で、宮崎の歌人伊藤一彦の「これから高齢化する社会にあって高齢歌人を顕彰するというのはどうだろうか」という助言から、本賞の骨格が決まった。
選考過程は総合短歌誌「歌壇」に掲載される。贈賞式は毎年9～10月に、福岡県太宰府市の大宰府館にて行なわれる。
本賞の母体は2004年、株式会社西部技研が創設した、科学技術並びに文化の継承、興隆を期するNPO法人国際科学技術・文化振興会であったが、2020年より一般社団法人隈科学技術・文化振興会（隈扶三郎理事長）として、2021年より公益財団隈科学技術・文化振興会（隈扶三郎代表理事)として発足した。
創設時は伊藤一彦、小島ゆかり、山埜井喜美枝が選考委員を務めていたが、2017年に山埜井の後任として青木昭子が、2020年には青木氏の後任として桜川冴子が選考委員となった。
本賞選考は本阿弥書店のある東京で行われ、贈賞式は筑紫歌壇賞贈賞委員会が行うという運営形態になっている。
正賞として人形師である川崎幸子による博多人形「つらつら椿」、副賞として賞金30万円が授与される。
選考委員である歌人・伊藤一彦は西日本新聞の中で、印象に残る受賞作として第3回の山本フサの「野火の音」を挙げ農の歌の可能性を述べ、また第14回「蜜の大地」の受賞者・小紋潤について、作品の評価とその人柄に触れている。
はじめは応募制をとらず、3人の選考委員が3冊ずつ候補作を挙げて、その中から受賞作を決めていたが、2020年からは選考委員に歌集を送ることで応募を表明する形となった。

## 受賞作一覧
- 第1回（2004年）寺松滋文『爾余は沈黙』全国書誌番号	20495817
- 第2回（2005年）小寺三喜子『サヨナラ三角さりすべり』ISBN 978-4915076206、藤岡成子『真如の月』ISBN 978-4899750932
- 第3回（2006年）山本フサ『野火の音』ISBN 978-4776801856
- 第4回（2007年）木曽陽子『モーパッサンの口髭』ISBN 978-4790409267
- 第5回（2008年）植松法子『蟲のゐどころ』ISBN 978-4046215611
- 第6回（2009年）佐近田栄懿子『春港』 ISBN 978-4861980954
- 第7回（2010年）岩元道子『春山』全国書誌番号	21624056
- 第8回（2011年）松原あけみ『ペロポネソス駅』ISBN 978-4776806875
- 第9回（2012年）福井和子『花虻』ISBN 978-4046218575
- 第10回（2013年）長嶺元久『カルテ棚』ISBN  978-4860237998、辻豊子『白きたんぽぽ』ISBN 978-4861982194
- 第11回（2014年）門坂郁『千尋の海へ』 ISBN 978-4899753063
- 第12回（2015年）岡部由紀子『父の独楽』 ISBN 978-4861511233
- 第13回（2016年）中島行夫『モーリタニアの蛸』
- 第14回（2017年）小紋潤『蜜の大地』
- 第15回（2018年）野上卓『レプリカの鯨』
- 第16回（2019年）中村敬子『幸ひ人』
- 第17回（2020年）名取あい子『記憶の空』
- 第18回（2021年）樽谷眞弓『木守り柿』
- 第19回（2022年）奥山かほる『安息角』
- 第20回（2023年）武藤義哉『春の幾何学』
- 第21回（2024年）本屋敏郎『神話街道』[10]